# Pierdolnik

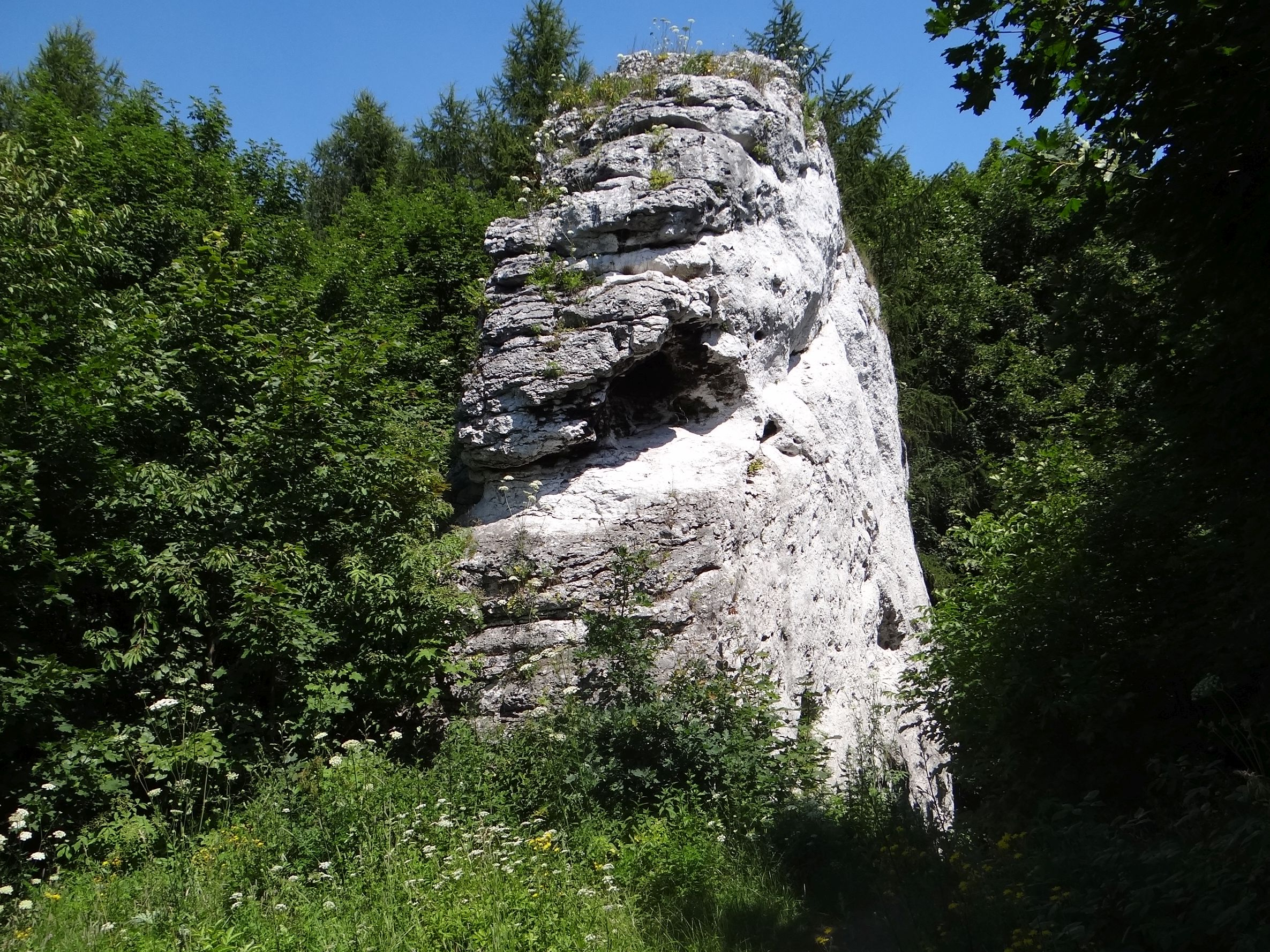
Pierdolnik od południa

Pierdolnik – skała we wsi Podzamcze w województwie śląskim, w powiecie zawierciańskim, w gminie Ogrodzieniec. Jest to pojedyncza skała znajdująca się na szczycie Góry Janowskiego, po północno-wschodniej stronie hotelu, w lesie naprzeciwko Małej Cimy.
Zbudowana jest z wapieni i opada połogimi i pionowymi ścianami o wysokości 12–13 m. Wspinacze skalni zaliczają ją do grupy Cim na Podzamczu i wspinają się na jej południowo-wschodniej, połogiej i pionowej ścianie. Poprowadzili na niej 3 drogi wspinaczkowe o trudności VI.1+ do VI.3+ w skali Kurtyki. Na wszystkich są zamontowane stałe punkty asekuracyjne: ringi (r) i stanowiska zjazdowe (st).
1. Podarunek dla Paszczura; 3r + st, VI.3, 13 m
2. Ogór; 4r + st, VI.2+, 13 m
3. J-23; 4r + st, VI.1+, 12 m[3].

Wśród wspinaczy skalnych Pierdolnik cieszy się średnią popularnością.